# Grand Theft Auto V
Grand Theft Auto V é um jogo eletrônico de ação e aventura desenvolvido pela Rockstar North e publicado pela Rockstar Games. É o sétimo título principal da série Grand Theft Auto e foi lançado originalmente em 17 de setembro de 2013 para PlayStation 3 e Xbox 360, com remasterizações lançadas em 2014 para PlayStation 4 e Xbox One, em 2015 para Microsoft Windows e em 2022 para PlayStation 5 e Xbox Series X/S. O jogo se passa no estado ficcional de San Andreas, com a história da campanha um jogador seguindo três criminosos e seus esforços para realizarem assaltos sob a pressão de uma agência governamental. O mundo aberto permite que os jogadores naveguem livremente pelas áreas rurais e urbanas de San Andreas.
A jogabilidade é mostrada em uma perspectiva de primeira ou terceira pessoa e o mundo pode ser atravessado a pé ou com veículos. Os jogadores controlam três protagonistas e podem alternar entre eles durante e fora das missões. A história é centrada em sequências de assaltos, com muitas missões envolvendo a jogabilidade de tiro e direção. Um sistema de "procurado" define a resposta e agressividade das forças da lei contra os crimes cometidos pelo jogador. O modo multijogador, Grand Theft Auto Online, permite que até trinta jogadores explorem o mundo e entrem em partidas competitivas ou cooperativas.
O desenvolvimento do jogo começou pouco depois do lançamento de Grand Theft Auto IV em 2008 e foi compartilhado por várias das subsidiárias da Rockstar ao redor do mundo. A equipe se influenciou por muitos de seus projetos anteriores como Red Dead Redemption e Max Payne 3, com o jogo tendo sido projetado ao redor de três protagonistas a fim de inovar a estrutura principal da série e impedir que ela estagnasse. Boa parte dos trabalhos de desenvolvimento centraram-se na criação do mundo aberto, com vários membros da equipe realizando pesquisas de campo pelo Sul da Califórnia. A trilha sonora contém músicas licenciadas e músicas originais compostas por um grupo de produtores que colaboraram no decorrer de vários anos.
Grand Theft Auto V recebeu uma enorme campanha de divulgação. Tornou-se o produto de entretenimento mais rapidamente vendido da história, arrecadando oitocentos milhões de dólares na estreia e alcançado um bilhão em apenas três dias. Foi aclamado pela crítica, que elogiou os múltiplos protagonistas, o mundo aberto, apresentação e jogabilidade. O jogo rendeu controvérsias devido sua representação das mulheres e uma missão contendo tortura para extração de informações. Considerado por muitos críticos e jogadores como um dos títulos mais importantes da sétima geração de consoles e como um dos melhores jogos eletrônicos já criados, Grand Theft Auto V também venceu vários prêmios, incluindo o de Jogo do Ano, de diversas publicações. Seu sucessor, Grand Theft Auto VI, está em desenvolvimento e previsto para ser lançado em 2026.

## Jogabilidade

Os jogadores são capazes de se protegerem atrás de objetos para que não tomem danos de inimigos

Grand Theft Auto V é um jogo eletrônico de ação e aventura que pode ser jogado a partir de uma perspectiva em terceira pessoa ou primeira pessoa, porém esta última é disponível apenas nas plataformas PlayStation 4, Xbox One e Microsoft Windows. Os jogadores completam missões, que são cenários lineares com objetivos definidos, a fim de progredirem pela história principal. Os jogadores podem vagar livremente pelo mundo de jogo quando não estão dentro de missões. O mundo é composto pela área rural do estado de San Andreas e pela cidade ficcional de Los Santos, com sua área total sendo bem maior do que em títulos anteriores da série. O mapa pode ser explorado completamente assim que o prólogo é completado, porém a progressão na história libera mais conteúdos de jogabilidade.
Os jogadores podem usar ataques corpo-a-corpo, armas de fogo e explosivos acessados através de uma roda de armamentos a fim de combaterem inimigos, tendo a capacidade de navegar pelo mundo por meio de automóveis, aeronaves, barcos e a pé. O jogo reintroduz tipos de veículos ausentes de Grand Theft Auto IV para poder acomodar o tamanho de seu mapa, como por exemplo aviões. Sistemas de mira automática e cobertura podem ser usados a fim de ajudarem no combate contra oponentes. O medidor de saúde irá se regenerar até a metade caso os jogadores sofram dano, com a vitalidade podendo ser restaurada completamente por meio de caixas de primeiros socorros ou pela ingestão de comida ou bebida. Os jogadores renascem em hospitais quando sua saúde é completamente drenada. Agências de combate ao crime podem responder à infrações cometidas pelo jogador através de um medidor de "procurado". Estrelas mostradas no medidor indicam o nível de procurado (por exemplo, helicópteros policiais e equipes da SWAT são enviadas contra os jogadores no nível máximo de cinco estrelas). Jogadores que forem presos ou mortos durante missões podem recomeçar a partir do último ponto de salvamento. Oficiais da lei irão procurar pelos jogadores caso estes deixem a área de patrulhamento. O medidor entra em esfriamento e eventualmente regride ao zero quando os jogadores se escondem do campo de visão dos policiais. Existem outros meios de escapar do nível de procurado, como por exemplo alterar a cor de um veículo dentro de alguma oficina.
O modo um jogador permite o controle de três personagens: Michael De Santa, Trevor Philips e Franklin Clinton – criminosos cujas histórias se interconectam à medida que as missões são completadas. Algumas missões são completadas apenas com um dos personagens, enquanto outras com dois ou com os três. Os jogadores podem trocar entre os protagonistas por meio de uma bússola direcional. O jogo automaticamente alterna de personagem durante missões a fim de completar certos objetivos. O avatar de um dos personagens irá piscar em vermelho na bússola se ele estiver em perigo ou necessitando de ajuda, ou em branco caso ele possuir uma vantagem estratégica. Apesar dos jogadores completarem missões com qualquer um dos três protagonistas, as mais difíceis missões de assalto necessitam de cúmplices controlados pela inteligência artificial que possuem habilidades únicas, como por exemplo direção ou hacking. Os cúmplices ficam com uma parcela da recompensa em dinheiro caso sobrevivam ao assalto e podem ficar disponíveis para missões futuras com melhoramentos em suas habilidades. São encorajadas diferenciações nas estratégias de assaltos; em uma missão de roubo, os jogadores podem subjugar civis com um agente incapacitador ou entrarem no local com armas na mão.
Cada protagonista tem um conjunto de oito habilidades representadas por sua proeza em certas áreas como tiro ou direção. Cada personagem tem uma especialidade por padrão, apesar das habilidades melhorarem com o tempo de jogo. A oitava habilidade "especial" determina a efetividade ao realizar uma aptidão que é única para cada personagem. Michael entra em combate bullet-time, Franklin diminui a velocidade do tempo enquanto dirige e Trevor inflige duas vezes mais dano em inimigos ao mesmo tempo que sofre metade do dano em combates. Um medidor diminui enquanto a habilidade é usada e regenera-se quando os jogadores realizam ações hábeis (por exemplo, derrapar com carros enquanto Franklin ou atirar na cabeça de oponentes enquanto Michael). Os jogadores podem entrar em atividades específicas como mergulhos ou jogos de golfe enquanto vagam livremente pelo mundo. Cada personagem possui um celular para entrar em contato com amigos, iniciar atividades ou acessar a internet de dentro do jogo. A internet também permite que os jogadores comprem e vendam ações por meio de um mercado de ações. Os jogadores podem comprar propriedades de negócios, melhorar armas e veículos no arsenal de cada personagem e customizar suas aparências ao comprar roupas, cortes de cabelo, tatuagens e joias.

## Enredo
O ex-assaltante de bancos Michael Townley vive em Los Santos, San Andreas, com o nome falso de Michael De Santa depois de fazer um acordo secreto com o agente Dave Norton do Federal Investigation Bureau (FIB) para permanecer escondido por causa de um roubo malsucedido em Ludendorff, North Yankton, nove anos antes. Ele conhece e fica amigo do criminoso Franklin Clinton quando este tenta retomar fraudulentamente o carro de seu filho Jimmy em nome de um vendedor armênio corrupto. Michael pouco depois descobre que sua esposa Amanda está dormindo com o técnico de tênis, perseguindo-o até uma mansão e destruindo-na em um ataque de raiva. A dona da mansão se revela ser a amante de um mexicano senhor do crime chamado Martin Madrazo, que exige compensação sob a ameaça de mais violência. Michael volta para sua vida de assaltante para obter dinheiro e convoca Franklin como cúmplice. Juntos eles realizam um assalto em uma joalheria para poderem pagar Madrazo. Trevor Philips, o único outro sobrevivente de Ludendorff, descobre sobre o assalto e percebe que foi o trabalho de Michael. Os dois se reencontram depois de Trevor caçar Michael até Los Santos.
O comportamento cada vez mais errático de Michael faz com que sua família lhe abandone, com suas tentativas de tornar-se alguém importante levando a um conflito contra Devin Wenston, um bilionário que desenvolve um ressentimento contra ele. Weston jura vingança depois de sua advogada morrer em um acidente pelo qual Michael recebe a culpa. Franklin resgata seu amigo Lamar Davis do gângster e ex-amigo Harold "Stretch" Joseph, que tenta matar Lamar repetidas vezes para provar-se diante de outros criminosos. Os esforços imprudentes de Trevor para consolidar seu controle sobre vários mercados negros lhe colocam em conflito contra a gangue de motoqueiros The Lost, várias gangues de rua latino-americanas, outros traficantes de metanfetamina, mercenários financiados pelo governo e a tríade.
Os agentes Dave Norton e Steve Haines do Federal Investigation Bureau (FIB) entram em contato com Michael e exigem que ele realize uma série de operações com Franklin e Trevor a fim de minar uma agência rival, a International Affairs Agency (IAA). Eles atacam um comboio armado carregando dinheiro para a IAA e assaltam um banco contendo os pagamentos de todos os policiais e funcionários públicos corruptos de Los Santos. Haines passa a sofrer um escrutínio por seus métodos, forçando Michael e Franklin a infiltrarem-se na sede do FIB para apagarem evidências sendo usadas contra ele. Michael aproveita a oportunidade para apagar o registro de suas próprias atividades, destruindo a alavancagem que Haines tinha sobre ele. O trio começa a planejar seu roubo mais audacioso: assaltar a reserva de ouro da Union Depository.
Michael faz as pazes com sua família e eles voltam a viver juntos em Los Santos. Enquanto isso, Trevor descobre que Brad Sneider, outro cúmplice de Ludendorff, não estava preso como fora levado a acreditar, mas que fora morto no assalto e enterrado em um túmulo com o nome de Michael. Os sentimentos de traição de Trevor causam fricção dentro do grupo e ameaçam minar os planos para a Union Depository. Michael e Norton são traídos por Haines e colocados em um impasse mexicano entre o FIB, IAA e a firma de segurança particular Merryweather, porém Trevor aparece para resgatá-los e afirma que apenas ele tem o direito de matar Michael. Os dois mantém a relação conturbada, mas concordam em realizar o assalto da Union Depository e se separarem depois.
O assalto da Union Depository é realizado com sucesso, porém Franklin é abordado por dois grupos que separadamente exigem que ele mate Michael ou Trevor. Haines e Norton defendem que Trevor é perigoso, enquanto Weston deseja vingança pela traição de Michael. Franklin fica com três opções: matar Michael, matar Trevor ou não matar nenhum dos dois e enfrentarem seus inimigos juntos. Caso mate um dos dois, ele quebra relações com o sobrevivente e volta para sua antiga vida. Caso escolha a terceira opção, os três enfrentam uma onda de ataque de forças do FIB e Merryweather, em seguida partindo para matar Haines, Stretch, Wei Cheng dos tríades e Weston. Michael e Trevor se reconciliam e os três param de trabalharem juntos mas continuam amigos.

## Desenvolvimento

### Geral

O desenvolvimento de Grand Theft Auto V foi realizado simultaneamente em PlayStation 3 e Xbox 360, com o motor de jogo RAGE sendo reformulado a fim de permitir que a renderização de efeitos de partículas ocorresse em maiores detalhes

Os trabalhos preliminares daquilo que se tornaria Grand Theft Auto V começaram nas plataformas Microsoft Windows, PlayStation 3 e Xbox 360 pouco depois do lançamento de Grand Theft Auto IV, porém o desenvolvimento em Windows foi abandonado para que o foco ficasse apenas nos consoles. A produção de uma versão para computadores só ocorreu depois em paralelo com as versões de PlayStation 4 e Xbox One. O desenvolvimento principal ficou com Rockstar North e uma equipe principal de 360 pessoas, com trabalhos adicionais distribuídos para outras subsidiárias da Rockstar Games ao redor do mundo a fim de facilitar o desenvolvimento com uma equipe de mais de mil pessoas. Estes estúdios incluíram a Rockstar San Diego, Rockstar Leeds, Rockstar Toronto, Rockstar New England e Rockstar London. O diretor técnico Adam Fowler afirmou que o processo envolveu uma colaboração muito próxima entre o time principal sediado na Escócia e aqueles nas subsidiárias em outros países, pois muitas das mecânicas do jogo funcionavam em conjunto, algo que teria criado dificuldades casos as desenvolvedoras não se comunicassem frequentemente.
Assim como todos os projetos da Rockstar desde Rockstar Games Presents Table Tennis de 2006, o motor de jogo foi a Rockstar Advanced Game Engine (RAGE) para animação e renderização, além da Euphoria e Bullet a fim de complementar as renderizações de animação e ambiente. O desenvolvimento de Grand Theft Auto V durou até 25 de agosto de 2013, quando foi enviado para a fabricação. O analista Arvind Bhatia estimou que os custos de produção do título ultrapassaram o valor de 137 milhões de dólares, enquanto o repórter Marty McLaughlin estimou que o orçamento combinado de desenvolvimento e divulgação ficou em mais de 265 milhões de dólares, fazendo de Grand Theft Auto V um dos jogos mais caros da história.
A equipe estava mais familiarizada com as arquiteturas do PlayStation 3 e Xbox 360 e assim descobriram que eram capazes de renderizar um mundo de jogo muito mais detalhado do que havia sido alcançado em Grand Theft Auto IV. O diretor de arte Aaron Garbut afirmou que a equipe conseguiu renderizar luzes e sombras em detalhe enquanto "[mantínhamos] um visual consistente", mesmo com os antigos consoles da sétima geração sendo exaustivos para se trabalhar. O vice-presidente Dan Houser da Rockstar comentou que foi difícil trabalhar em Grand Theft Auto IV por causa do hardware novo, porém "ficou mais fácil movimentar as coisas e se divertir também agora que sabemos o que o hardware é capaz". As versões de PlayStation 3, PlayStation 4 e Xbox One couberam em um único disco de Blu-ray, as cópias de Xbox 360 foram distribuídas em dois discos de DVD e precisavam de oito gigabytes para instalação ou um armazenador externo, enquanto a versão de Microsoft Windows precisava de sete discos de DVD. A equipe garantiu que quaisquer diferenças entre as versão de PlayStation 3 e Xbox 360 seriam insignificantes.

### Objetivos de projeto
Grand Theft Auto V foi pensado para aprimorar as mecânicas principais da série Grand Theft Auto ao dar para o jogador três protagonistas para escolher. A principal motivação da equipe para incluir três personagens jogáveis era para o jogo inovar na narrativa e impedir que a franquia parecesse estagnada por não evoluir sua principal estrutura de jogabilidade. Houser comentou: "Nós não queríamos fazer as mesmas coisas sempre". O conceito de ter três protagonistas interconectados foi pensado durante o desenvolvimento de Grand Theft Auto: San Andreas, porém a equipe sentiu que não possuíam as capacidades técnicas para realizá-lo. Garbut explicou: "Não funcionava de um ponto de vista técnico porque três personagens precisam três vezes mais memória, três tipos de animação e assim por diante". A equipe desenvolveu em 2009 os conteúdos episódicos The Lost and Damned e The Ballad of Gay Tony após o lançamento de Grand Theft Auto IV, cada um apresentando um novo protagonista. As três histórias interligadas foram bem recebidas pela crítica e confirmaram para a equipe que construir Grand Theft Auto V ao redor desse modelo era uma decisão inovadora.
A história um jogador ao redor de três personagens foi um dos primeiros objetivos de projeto estabelecidos para Grand Theft Auto V. Garbut achou um risco uma mudança tão radical sobre as principais mecânicas de jogabilidade, comentando as preocupações da equipe de que se afastar do tradicional estabelecimento de um único protagonista "poderia sair pela culatra". O jogo contava três histórias diferentes e separadas para cada um dos protagonistas nas primeiras conceitualizações. O conceito que as trajetórias das histórias se encontrariam no decorrer do jogo foi desenvolvido posteriormente a partir da histórias de Grand Theft Auto IV. O conceito eventualmente evoluiu para três narrativas interconectadas que se entrelaçariam no decorrer das missões. De acordo com o produtor e projetista Leslie Benzies, a equipe fez da fórmula multi personagem uma parte "integral da estrutura da jogabilidade e também da narrativa". Houser opinou que Grand Theft Auto V foi "nosso jogo mais fortemente traçado pois os personagens estão tão interligados" e que os "pontos de encontro [entre as histórias dos protagonistas] são bem excitantes".
O tema principal da história é a "procura do todo poderoso dólar". Os conteúdos das missões foram estruturados ao redor dos esforços dos personagens para planejar e executar assaltos complicados a fim de acumularem riqueza para si mesmos. A equipe decidiu se focar no dinheiro como aspecto central em resposta à crise financeira de 2007–08; os efeitos da crise sobre os protagonistas são os catalisadores para que eles conduzam as missões de assalto. Houser explicou: "Nós queríamos esse sentimento pós-quebra, porque funciona tematicamente neste jogo sobre assaltantes de bancos". A equipe foi encorajada a desenvolver a história ao redor de assaltos depois da reação positiva da missão "Three Leaf Clover" de Grand Theft Auto IV – em que um assalto elaborado é coordenado e executado pelo protagonista Niko Bellic e seus cúmplices. Houser afirmou que a equipe não havia capturado a emoção de uma sequência de assalto da melhor maneira que podiam apesar de todo o sucesso de "Three Leaf Clover", desejando assim focar-se na realização disso em Grand Theft Auto V. Ele explicou: "Nós queríamos ter alguns assaltos à banco bem fortes ... Pareceu ser um bom dispositivo que nunca tínhamos usado no passado. Nos repetir é um medo quando estamos fazendo jogos e parte da evolução é apenas tecnológica".

### Pesquisas e mundo
Os trabalhos iniciais em Grand Theft Auto V envolveram o projeto e desenho do espaço do mundo aberto; modelos preliminares foram construídos durante a fase de pré-produção. O mundo aberto de jogo é o estado ficcional norte-americano de San Andreas, que inclui a cidade de Los Santos. San Andreas também fora utilizada como o cenário de Grand Theft Auto: San Andreas, que incluía três cidades separadas por uma zona rural. A equipe achou que o jogo anterior não emulava os locais tão bem quanto desejavam pois a ambição de recriar três cidades fora muito grande. Los Angeles foi usada como modelo para Los Santos em ambos os títulos; Houser achou que "para fazer uma versão adequada de L.A. ... o jogo precisa te passar o sentimento de expansão – se não replicá-lo completamente", com a divisão de orçamento e mão de obra em várias cidades eventualmente prejudicaria a recriação "do que L.A. é". Garbut falou que a representação de Los Santos em San Andreas parecia um "pano de fundo ou um nível de jogo com pedestres vagando randomicamente" já que equipe não possuía as capacidades técnicas suficientes para recriar Los Angeles propriamente na época. Os desenvolvedores desconsideraram San Andreas como um ponto de partida pois tinham ido para uma nova geração de consoles e queriam construir a cidade do zero. De acordo com Garbut, "nossos processos e a fidelidade do mundo evoluíram tanto desde San Andreas" com a mudança para o PlayStation 3 e Xbox 360 que usar o mesmo modelo seria redundante. A equipe concentrou seus esforços em uma única cidade e foram capazes de produzir Los Santos em uma qualidade e escala muito maiores do que no jogo anterior.

A equipe realizou pesquisas de campo por Los Angeles e reproduziram marcos como o Letreiro de Hollywood, mostrado no jogo como Vinewood.

Los Angeles foi profundamente pesquisada. A equipe organizou viagens com guias e historiadores arquitetônicos, tirando por volta de 250 mil fotografias e gravando horas de vídeos. Houser comentou: "Nós falamos com agentes do FBI que já estiveram infiltrados, especialistas em Máfia, gângsters de rua que conhecem as gírias – até mesmo fomos ver uma verdadeira prisão". Houser considerou que a pesquisa e criação do mundo de jogo foram os aspectos mais trabalhosos do desenvolvimento. A equipe olhou projeções de Los Angeles no Google Maps e Google Street View; em seguida eles usaram as coordenadas para tirar fotos e gravar vídeos dos locais desejados, que por sua vez foram usados para projetar Los Santos. Os desenvolvedores também estudaram modelos de globo virtual, dados de censos e documentários a fim de recriarem a expansão geográfica e demográfica de Los Angeles. A recriação da cidade em um espaço de jogo necessitou que a equipe condensasse a extensão urbana em uma área que poderia ser atravessada confortavelmente; de acordo com Houser, eles capturaram "a essência do que realmente há em uma cidade, porém em uma área bem menor". Sam Sweet do The New Yorker escreveu: "[O] exaustivo trabalho de campo ... não foi conduzido para documentar um espaço vivo. Em vez disso, foi coletado para criar uma versão extremamente realista de uma Los Angeles que realmente não existe. O mapa de Los Angeles é familiar mas seus conteúdos são condensados". Garbut disse que a equipe não foi "ditada pela realidade" ao desenhar a cidade, em vez disso usando Los Angeles como o ponto de partida para o projeto.
As pesquisas também levaram a equipe para as regiões rurais da Califórnia; Garbut relembrou uma visita que fez com Houser para Bombay Beach, que os inspirou a colocar o começo da história de Trevor se passando em uma recriação do Lago Salton, chamado no jogo de Sandy Shores. A equipe fez uma recriação do Sul da Califórnia que inclui vastas extensões rurais ao redor da cidade. Eles desejavam criar um enorme mundo aberto sem espaços vazios. Atenção foi prestada na condensação do interior do Sul da Califórnia em um espaço de jogo diverso e detalhado. O mundo criado tem 130 km², aproximadamente um oitavo do Condado de Los Angeles. É maior em escala do que os mundos abertos anteriores criados pela Rockstar; Garbut afirmou que ele é grande o bastante para caber os mapas de San Andreas, Grand Theft Auto IV e Red Dead Redemption combinados. A equipe reformulou a RAGE a fim de acomodar o tamanho do mapa, permitindo que o jogo tivesse uma maior renderização de distância do que títulos anteriores de Grand Theft Auto. O grande espaço aberto necessitou a reintrodução de aviões, que estiveram ausentes em Grand Theft Auto IV devido a escala relativamente pequena do mundo. Houser explicou: "Queríamos algum lugar grande [para permitir o jogador] voar direito". O grande espaço aberto exigiu que fosse povoado por animais selvagens; Benzies sentiu que "uma zona rural sem animais pareceria bem vazia devido à escala do mapa e os diferentes tipos de áreas envolvidas".

### Projeto técnico
A equipe descobriu que a introdução de três protagonistas ao mesmo tempo aumentava a liberdade proporcionada ao jogador em missões. O projetista chefe de missões Imran Sarwar sentiu que ter três personagens jogáveis permitiu diferentes opções estratégicas para abrir as missões. Ele disse que, em combate, o jogador poderia colocar Michael em um ponto de vantagem com um fuzil de precisão a fim de cobrir Trevor, que realizaria um ataque frontal na posição inimiga, permitindo que Franklin cuidasse dos flancos. Benzies afirmou que a mudança de um personagem para o outro eliminaria um problema que a equipe encontrou em San Andreas: o jogador poderia estar explorando a área rural e então dirigir uma longa distância até o ponto de início da missão. A mudança entre os personagens possibilitou que a interação da livre navegação com as missões fosse mais orgânica em Grand Theft Auto V. De acordo com Benzies: "Ter três personagens permite que o jogador explore todo o mapa sem precisar se preocupar sobre a longa distância de volta até o próximo objetivo". Houser comentou que os vários protagonistas poderiam remover os pontos mortos das missões, como por exemplo quando alguém precisa dirigir até um local de encontro, já que o jogador pode trocar de personagem e entrar na ação com mais facilidade. O jogo também possui missões dinâmicas, um elemento pego de Red Dead Redemption pois a equipe havia gostado da recepção positiva que tinha recebido. Missões dinâmicas apresentam-se ao jogador enquanto este explora o mundo de jogo, com o jogador recebendo a opção de aceitar ou ignorar. O conceito foi desenvolvimento com mais profundidade em Grand Theft Auto V ao colocar tais missões nas seções abertas do mapa e em Los Santos; por exemplo, o jogador pode encontrar um carro forte e tentar interceptá-lo para roubar seus conteúdos.
A equipe reformulou as mecânicas de tiro e direção a fim de refletir os avanços realizados em outros jogos desde o lançamento de Grand Theft Auto IV. A recepção pública da jogabilidade de tiro nos títulos anteriores da Rockstar foi levada em conta durante esse processo. Grand Theft Auto IV, Red Dead Redemption e Max Payne 3 foram escrutinados para descobrir quais áreas precisavam ser trabalhadas em Grand Theft Auto V a fim deste superar os predecessores. A equipe removeu o elemento da mira automática que permitia que os jogadores mirassem instantaneamente em inimigos próximos da cruz de mira para poder acelerar o ritmo dos tiroteios. O diretor técnico associado Phil Hooker comentou que a equipe "achou [esse elemento da jogabilidade] muito desorientador e frequentemente quebrava a imersão com o jogo, já que você não precisa pensar sobre a localização do inimigo". Hooker afirmou que os desenvolvedores introduziram um cronômetro que quebra a mira do jogador em um alvo depois de decorrido certo período com o objetivo de combater esse problema encontrado em Grand Theft Auto IV, em que o jogador podia "apenas depender em apertar e segurar até um alvo morrer". Outra progressão natural foi retrabalhar o sistema de cobertura na jogabilidade de combate, que foi remodelada tendo como base o sistema de Red Dead Redemption; entrar e sair de uma cobertura como muros baixos e veículos é muito mais fluído em Grand Theft Auto V do que em jogos anteriores da série. A equipe também reformulou as mecânicas de direção para carros e motos. Houser sentiu que os carros dirigiriam melhores do que em Grand Theft Auto IV, que ele achou que "pareciam grandes barcos", enquanto que em Grand Theft Auto V os veículos seriam mais como aqueles vistos em jogos de corrida.

### Personagens

Os três protagonistas: Michael (esquerda), Franklin (meio) e Trevor (direita)

A equipe se inspirou em arquétipos de protagonistas de jogos durante a fase de roteirização de seus personagens. Michael foi considerado a personificação da ganância, Franklin a ambição e Trevor a insanidade. Houser achou que a Rockstar caracterizou Michael e Trevor como justaposições um do outro. Ele disse: "Michael é como um criminoso que quer compartimentar e ser um cara legal parte do tempo, e Trevor é um maníaco que não é hipócrita". Houser achou que os três protagonistas ajudariam a levar a história de Grand Theft Auto V para um território mais original do que seus predecessores, que tradicionalmente seguiam a ascensão de um único personagem principal através do submundo criminal. O ator Ned Luke interpretou Michael, Shawn Fonteno fez o papel de Franklin e Steven Ogg interpretou Trevor. Fonteno soube sobre a vaga para o trabalho por meio de seu amigo DJ Pooh, que trabalhou em San Andreas e estava envolvido na produção musical de Grand Theft Auto V. Luke foi informado sobre a seleção de elenco através de seu agente, porém inicialmente não queria fazer o teste porque era um jogo eletrônico. O ator ficou interessado depois de ler o material do teste e saber mais do projeto. Ele refletiu: "Eu imediatamente fui de 'Eu não vou fazer' para 'Ninguém mais vai fazer' depois de ler o material. Era simplesmente brilhante". Ogg percebeu uma química entre si e Luke durante o processo inicial de seleção de elenco, algo que achou que ajudou ambos a conseguirem os papéis. Ogg explicou: "[Luke] e eu imediatamente tivemos algo quando fomos para a sala juntos". Apesar dos atores saberem que estava fazendo um teste para a Rockstar, eles só souberam depois de assinarem seus contratos que estariam participando de um título da série Grand Theft Auto.
Os atores começaram a trabalhar no jogo em 2010. Suas interpretações foram gravadas usando principalmente a tecnologia de captura de movimento. Os diálogos de cenas em que os personagens estão dentro de veículos foram gravadas em um estúdio de som. Os atores não viram muitas diferenças nas interpretações em relação aos seus trabalhos em filmes e séries pois as vozes e movimentos eram feitos ao mesmo tempo em um cenário. Seus diálogos foram roteirizados de maneira a não permitir improvisações; porém, eles algumas vezes realizaram pequenas modificações no texto e performance com a aprovação dos diretores. Luke engordou onze quilogramas para poder fazer o papel de Michael e estudou os jogos anteriores da Rockstar, começando com Grand Theft Auto IV. O ator considerou a caracterização de seu personagem como uma amálgama da interpretação de Hugh Beaumont como Ward Cleaver na série Leave It to Beaver e Al Pacino como Tony Montana no filme Scarface.
Ogg achou que a caracterização de Trevor evoluiu bastante com o tempo. Ele disse: "Começaram a aparecer nuances e traços de personalidade – seu andar, seu jeito de falar, suas reações definitivamente influenciaram seu desenvolvimento no decorrer do jogo". O ator citou a interpretação de Tom Hardy do criminoso inglês Charles Bronson no filme Bronson como uma grande influência na sua performance como Trevor. Ogg opinou que o personagem era a encarnação do tradicional arquétipo violento e psicopata do anti-herói de Grand Theft Auto, desejando que os jogadores simpatizassem com a história de Trevor. O ator explicou: "Foi difícil suscitar outras emoções, e foi o maior desafio e é algo que significa muito para mim". Fonteno sentiu que ter crescido no sul de Los Angeles e ter sido exposto à cultura das gangues o ajudou a se conectar com Franklin. Ele se inspirou em seu envolvimento passado com uma gangue e tráfico de drogas para interpretar o personagem. Fonteno comentou: "Eu vivi a vida dele antes ... Ele esteve cercado por drogas, o crime, viver com a tia – eu vivi com minha avó – então há muita familiaridade". Fonteno procurou os conselhos de Luke e Ogg a fim de refinar suas habilidades de atuação por não ter trabalhado como ator desde o filme The Wash em 2001.

### Música
Grand Theft Auto V foi o primeiro jogo da série a ter uma trilha sonora original. O supervisor musical Ivan Pavlovich comentou que a criação da trilha foi um processo "intimidador" porque era algo sem precedentes em Grand Theft Auto. Grand Theft Auto V também possui faixas de músicas licenciadas presentes na rádio do jogo, assim como todos os seus predecessores. Pavlovich disse que a equipe não queria criar músicas originais para depreciar a utilização das licenciadas, mas sim complementasse. Para trabalharem na trilha, a Rockstar contratou The Alchemist, Oh No, Tangerine Dream e Woody Jackson, este último já tendo colaborado com a empresa anteriormente nas trilhas de Red Dead Redemption, L.A. Noire e Max Payne 3. A equipe de produtores colaborou entre si e compuseram vinte horas de músicas que acompanham as missões do jogo. A música também toca dinamicamente tanto no modo um jogador quanto no multijogador. Pavlovich sentiu que algumas vezes a Rockstar dava para a equipe missões específicas para comporem músicas, porém que algumas peças compostas para nenhum propósito específico influenciaram outras missões e proporcionaram uma fonte de inspiração para aprofundar o desenvolvimento da trilha. Um sistema "baseado em hastes" foi usado para que a música se encaixasse nos fatores dinâmicos do jogo; depois de uma peça ter sido designada para uma missão em particular, a equipe criaria faixas para acompanhar os diferentes resultados que o jogador poderia ter.
Uma versão incompleta do jogo foi mostrada para a equipe musical no início do processo de desenvolvimento antes que começassem seus trabalhos. O trabalho foi praticamente terminado mais tarde no desenvolvimento, porém os produtores continuaram compondo até a versão final do jogo ser submetida para a manufaturação. Edgar Froese, o fundador do Tangerine Dream, inicialmente não estava interessado em se envolver em um jogo. Ele mesmo assim viajou para a Rockstar e viu Grand Theft Auto V, ficando impressionado pela escala e natureza cinematográfica do jogo, mudando de opinião. Froese produziu 62 horas de música ao longo de seus primeiros oito meses de trabalho. Ele gravou junto com o Tangerine Dream na Áustria, porém o resto dos trabalhos foram feitos no estúdio de Jackson nos Estados Unidos, que também foi usado por Oh No e The Alchemist. Jackson ficou preocupado que o produto final soasse desconexo pois cada compositor trabalharia sobre as composições do outro. Ele inicialmente compôs para as missões de Trevor, citando as bandas The Mars Volta e Queens of the Stone Age como influências. Jackson ficou impressionado pelas contribuições de Froese em seu trabalho depois de enviar suas criações para os outros membros da equipe. Ele comentou: "Edgar evoluiu a música, fez dela algo totalmente diferente". Froese pegou as composições de Jackson influenciadas pelo hip hop e as interpolou com um som funk. Jackson e Froese também enviaram seus trabalhos para The Alchemist e Oh No, que experimentaram com as músicas. The Alchemist opiniou: "Estávamos experimentando, pegando uma peça daqui, uma peça dali ... Nós jogamos as coisas para cima, cortamos, arrumamos. Então nós escolhemos as faixas que funcionavam e todos vieram e colocaram camadas em cima". DJ Shadow posteriormente mixou as criações e as encaixou na jogabilidade.
A Rockstar desejava reforçar a recriação da Califórnia no desenvolvimento das rádios ao licenciar faixas que eles sentiam que transmitiam um "sentimento Cali" apropriado. Pavlovich comentou a inclusão da emissora pop Non-Stop-Pop FM: "você ouve o rádio a primeira vez que você desce de um avião em L.A. e o pop simplesmente escoa para fora ... Queríamos isso. Realmente te conecta com o mundo". Ele sentiu que o licenciamento de faixas para o jogo envolveu um discernimento muito maior do que em Grand Theft Auto IV pois a música em Grand Theft Auto V tinha um papel muito maior na criação do sentimento californiano. Pavlovich disse: "Ela reflete o ambiente em que o jogo se passa". A equipe inicialmente planejou licenciar novecentas músicas para o rádio, porém refinaram o número para 241. Algumas músicas são compartilhadas entre as quinze emissoras; a rádio também tem duas emissoras com programas com apresentadores e notícias, e outra emissora com arquivos de áudio customizáveis na versão de Microsoft Windows. Algumas faixas foram escritas especialmente para o jogo; por exemplo, o rapper e produtor Flying Lotus foi o apresentador da emissora FlyLo FM, que inclui suas canções originais. Pavlovich comentou que a equipe tentou compreender para onde a música de cada emissora estava indo e escolher um DJ para apresentá-la. Cada DJ foi selecionado a fim de corresponder ao gênero de cada emissora; ao desenvolver a Los Santos Rock Radio a equipe licenciou canções de rock clássico e escolheu Kenny Loggins como seu DJ. Pavlovich achou que encontrar o equilíbrio entre a rádio e a trilha original foi um processo meticuloso. Ele citou a estrutura de uma missão como exemplo, em que o jogador dirigiria até um objetivo ouvindo a rádio e depois a trilha começaria assim que deixasse o veículo e seguisse para o próximo estágio.

### Remasterização
O desenvolvimento de uma versão para Microsoft Windows começou junto com as de PlayStation 3 e Xbox 360. Um relançamento do jogo foi anunciado na Electronic Entertainment Expo de 2014 para Windows, PlayStation 4 e Xbox One. Essa versão remasterizada possui uma renderização de distância maior, texturas aprimoradas, tráfego de veículos mais intenso, efeitos climáticos melhorados e nova vegetação e animais, além de um novo modo em perspectiva de primeira pessoa. O diretor de animação Rob Nelson disse que a opção da primeira pessoa foi levantada durante o desenvolvimento das versões da PlayStation 3 e Xbox 360, porém os bancos de memória relativamente pequenos desses consoles já estavam no limite e a adição de animações de primeira pessoa inibiria a renderização do mundo aberto. De acordo com Nelson, a visão em primeira pessoa necessitava de mais esforço de desenvolvimento do que simplesmente reposicionar a câmera, já que o combate precisaria ser adaptado para uma nova perspectiva. As armas foram aprimoradas para uma resolução maior, com novas animações sendo colocadas para o recarregamento, troca e coice dos armamentos. O animador comentou: "Acho que criamos três mil animações apenas para as armas". O relançamento também contém cem canções novas para a rádio. Os jogadores podem transferir personagens e progressão de Grand Theft Auto Online entre algumas das plataformas e ganhar acesso à conteúdos exclusivos.

"Há algo incrível sobre correr por esse mundo em primeira pessoa, olhando para baixo nas mãos de Trevor, agora suas mãos, e ver as tatuagens, a sujeira em baixo das unhas dele ... E então com um clique você está em terceira pessoa e lá está seu personagem novamente na sua frente – é uma experiência totalmente nova."

— Aaron Garbut
Garbut afirmou que o aprimoramento gráfico da remasterização veio principalmente da adição da primeira pessoa. Os carros remodelados receberam efeitos interiores adicionais como velocímetros, medidores de combustível e luzes no painel de bordo. A equipe também colocou novos efeitos de partícula e luz, "como vaga-lumes de noite no interior, ou luzes de ambientação de poluição de noite sobre Los Santos", segundo Garbut. Red Dead Redemption inspirou a equipe a adicionar mais vegetações a fim de "quebrar as bordas acentuadas e linhas retas" do mundo de jogo. A vegetação original foi substituída por equivalentes mais detalhados. Um sistema climático melhorado permite que folhas e galhos de árvores balancem realisticamente ao vento. A equipe colocou a mão ervas daninhas ao longo de cercas e muros, também colocando grama em muitos dos terrenos do mundo. Eles plantaram flores, plantas, pedras, folhas e um pouco de grama. Um novo sistema de oclusão do espaço ambiente renderiza sombras dinâmicas que podem aparecer através de efeitos ambientes, como por exemplo névoa volumétrica e efeitos de partícula como reflexões de luzes em corpos d'água ou reflexos de neon em carros de noite. As luzes ambiente de poluição sobre o céu noturno de Los Santos podem dissipar em climas ruins. Uma profundidade de campo dinâmica acentua e abranda imagens com o objetivo de emular o foco automático de câmeras, enquanto sombreadores melhorados produzem novas cores de pele e texturas de terrenos.

## Lançamento

### Rumores e anúncio
Strauss Zelnick, diretor executivo da Take-Two Interactive, foi perguntado em setembro de 2009 sobre o próximo título da série Grand Theft Auto. Ele respondeu:
Nós não iremos anunciá-lo, não iremos anunciar quando iremos anunciá-lo, e nós não iremos anunciar uma estratégia sobre anunciá-lo nem sobre quando iremos anunciá-lo, ou sobre a estratégia de anúncio acerca do anúncio da estratégia.
Dan Houser, vice-presidente da Rockstar Games, discutiu em novembro do mesmo ano seu trabalho na série e o processo que seria realizado para o próximo jogo de Grand Theft Auto. Ele expressou seus planos de co-escrever um roteiro de mil páginas e revelou que o processo de desenvolvimento da companhia tipicamente envolvia criar uma cidade e a partir dai desenvolver um elenco. A Rockstar North postou em julho de 2010 sete vagas de emprego relacionadas ao novo título. A empresa desejava recrutar artistas de ambientes, programadores de física e animadores de personagens – este último pedia candidatos com "experiência profissional no desenvolvimento de um jogo de ação terceira pessoa". Alguns jornalistas escreveram que as vagas indicavam a existência de um novo Grand Theft Auto. Fontes anônimas supostamente próximas da desenvolvedora contaram a GameSpot em junho de 2011 que o título já estava "bem encaminhado" e que sua data de lançamento seria provavelmente em 2012.
A Rockstar confirmou pela primeira vez a existência de Grand Theft Auto V em 25 de outubro de 2011 com um anúncio através de seu site e Twitter oficiais. O preço das ações de sua dona a Take-Two subsequentemente subiram em sete por cento. Jornalistas afirmaram que o anúncio do jogo iniciou grande antecipação dentro da indústria de jogos eletrônicos, algo que eles creditaram à significância cultural da série Grand Theft Auto.

### Divulgação

Imagem promocional dos conteúdos que vinham com a Edição de Colecionador do Jogo

O jogo foi muito divulgado e promovido através de trailers e demonstrações para a imprensa. Seu primeiro trailer estreou em 2 de novembro de 2011, uma semana depois de seu anúncio. Ele era narrado pelo personagem Michael De Santa, um dos três protagonistas, e mostrava o mundo de jogo ao som da canção "Ogdens' Nut Gone Flake" da banda Small Faces. Um comunicado de imprensa publicado no mesmo dia confirmava que o jogo se passava em uma recriação da região sul da Califórnia, incluindo a cidade de Los Santos que era uma versão ficcional de Los Angeles. A revista Game Informer fez uma matéria de capa com Grand Theft Auto V um ano depois em sua edição de dezembro de 2012. A Rockstar tinha a intenção de lançar seu segundo trailer em 2 de novembro de 2012, porém esses planos foram interrompidos pelo Furacão Sandy, que cortou a energia dos escritórios da empresa em Nova Iorque. O trailer eventualmente estreou no dia 14 de novembro, introduzindo as histórias dos três protagonistas e acompanhado pela canção "Skeletons" de Stevie Wonder.
A Rockstar contratou artistas para pintar um mural em Nova Iorque a partir do dia 31 de março de 2013 e assim revelar a capa oficial do jogo, com a versão digital da arte sendo lançada em 2 de abril. A ilustração também mostrava uma versão estilizada da modelo britânica Shelby Welinder interpretando uma mulher de biquíni. Três trailers foram disponibilizados em 26 de abril, cada um focando-se em um dos protagonistas: Michael De Santa, Franklin Clinton e Trevor Philips. As canções "Radio Ga Ga" da banda Queen, "Hood Gone Love It" de Jay Rock e "Are You Sure Hank Done It This Way" de Waylon Jennings foram usadas respectivamente nos trailers de Michael, Franklin e Trevor.
As primeiras imagens da jogabilidade foram mostradas em um trailer lançado em 9 de julho. Este demonstrava as mecânicas de tiro e direção e a habilidade do jogador de mudar de personagem. O modo multijogador online chamado de Grand Theft Auto Online foi revelado com um trailer em 15 de agosto. O vídeo mostrava as atividades disponíveis no modo, incluindo assaltos à bancos, pequenos roubos, modos de jogo "tradicionais" e compra de propriedades. O último trailer pré-lançamento estreou em 29 de agosto e tinha a intenção de ser um comercial de televisão. A canção empregada neste trailer foi "Sleepwalking" da banda The Chain Gang of 1974.
Estratégias de marketing viral também foram usadas na divulgação. Visitantes do website The Epsilon Program – um culto religioso ficcional existente dentro do universo Grand Theft Auto – receberam a chance de se registrarem para o grupo. O registro precisava do preenchimento de um formulário, cujos termos e condições revelavam que o site era na verdade uma chamada para que cinco pessoas aparecessem em Grand Theft Auto V como membros do culto ficcional. O site oficial do jogo foi reformulado em 13 de agosto a fim de mostrar uma prévia das atividades e locais dentro do mundo, além de uma examinação das histórias dos três protagonistas. Mais informações foram reveladas no website em 23 de agosto, 6 de setembro e 13 de setembro.
A Rockstar colaborou com várias revendedoras com o objetivo de encorajar pré-vendas e criou diversas versões especiais do jogo. A chamada "Edição Especial" incluía uma caixa metálica única, um mapa do jogo e códigos para destravar conteúdos extras nos modos de um jogador e multijogador e com a "Edição de Colecionador" incluindo ainda mais itens como um boné. A publicadora também colaborou com a Sony para lançar um console PlayStation 3 que incluía uma cópia padrão do jogo, acesso de um mês grátis ao serviço PlayStation Plus e um conjunto de fones de ouvido temáticos de Grand Theft Auto V. Todas as pré-vendas davam acesso a um código para o Dirigível da Atomic, uma aeronave disponível dentro do jogo. A GameStop realizou um sorteio promocional em que os compradores tinham a chance de ganhar um verdadeiro Bravado Banshee, a contraparte ficcional do jogo do Dodge Viper. A Rockstar trabalhou com a West Coast Customs para construir o veículo.
| Conteúdo                               | Padrão        | Edição Especial | Edição de Colecionador | Relançamento |
| -------------------------------------- | ------------- | --------------- | ---------------------- | ------------ |
| Cópia do jogo                          | Sim           | Sim             | Sim                    | Sim          |
| Acesso ao dirigível da Atomic          | Com pré-venda | Com pré-venda   | Com pré-venda          | Sim          |
| Caixa de metal                         | Não           | Sim             | Sim                    | Não          |
| Planta do mapa de jogo                 | Não           | Sim             | Sim                    | Não          |
| Melhoramento de habilidades            | Não           | Sim             | Sim                    | Não          |
| Desafios de avião                      | Não           | Sim             | Sim                    | Sim          |
| Roupas, tatuagens e etc. bônus         | Não           | Sim             | Sim                    | Sim          |
| Armas adicionais                       | Não           | Sim             | Sim                    | Sim          |
| Saco de depósito bancário              | Não           | Não             | Sim                    | Não          |
| Chave Grand Theft Auto V               | Não           | Não             | Sim                    | Não          |
| Boné New Era                           | Não           | Não             | Sim                    | Não          |
| Personagens em Grand Theft Auto Online | Não           | Não             | Sim                    | Sim          |
| Veículos únicos e garagem              | Não           | Não             | Sim                    | Sim          |
| Editor da Rockstar                     | Não           | Não             | Não                    | Sim          |

Um aplicativo chamado iFruit para aparelhos iOS foi lançado pouco depois da estreia do jogo. Ele permitia que os jogadores customizassem veículos, criassem placas e ensinassem truques ao cachorro Chop de Franklin, algo que liberava habilidades adicionais dentro do jogo. Alguns usuários relataram problemas de conexão com o servidor pouco depois do lançamento; estes foram rapidamente resolvidos pela Rockstar em 25 de setembro com uma atualização. O iFruit foi lançado para Android em 29 de outubro e para Windows Phone em 19 de novembro.

### Atrasos e vazamento
Grand Theft Auto V não conseguiu cumprir sua janela original de lançamento de março-maio de 2013. A data de estreia foi vazada por uma listagem da revendedora Game e por pôsteres que espalharam-se pela internet por volta de 30 de outubro de 2012. A Rockstar anunciou no mesmo dia que o jogo tinha previsão de estreia para o segundo trimestre de 2013, com a companhia começando a aceitar pré-vendas em 5 de novembro de 2012. A empresa anunciou em 31 de janeiro de 2013 que o título tinha sido adiado para 17 de setembro do mesmo ano afirmando que "[o jogo] simplesmente precisa de mais polimento para ficar no padrão que queremos e, mais importante, vocês exigem". O Brasil acabou recebendo o jogo dois dias depois, em 19 de setembro. No Japão, seu lançamento ficou para 10 de outubro. A versão de Microsoft Windows foi inicialmente anunciada na Electronic Entertainment Expo de 2014 como um lançamento simultâneo com o PlayStation 4 e Xbox One, porém ela acabou adiada três vezes: primeiro para 27 de janeiro de 2015, depois para 24 de março e então para 14 de abril. A Rockstar afirmou nas três ocasiões que o jogo precisava de tempo para "polimento". Uma versão aprimorada e expandida para PlayStation 5 e Xbox Series X/S foi lançada em 15 de março de 2022.
Relatos apareceram em 23 de agosto de 2013 que alguns usuários europeus de PlayStation 3 que haviam pré-comprado Grand Theft Auto V conseguiram baixar partes do jogo, incluindo sua trilha sonora e alguns diálogos. Detalhes do jogo vazaram mais tarde no mesmo dia e pelos dias seguintes até a Sony remover os arquivos de pré-venda da PlayStation Network europeia, com ela emitindo uma desculpa oficial para a Rockstar e para os fãs da série. Em resposta, a Rockstar afirmou estar "profundamente decepcionada por vazamentos e spoilers estarem se espalhando antes do lançamento do jogo".

## Recepção

### Inicial

Os críticos elogiaram o desenho de Los Santos e sua similaridade com Los Angeles. A diferença em relação à Liberty City de Grand Theft Auto IV também foi bem recebida

Grand Theft Auto V foi aclamado pela crítica. O agregador de resenhas Metacritic calculou uma nota média de 97/100 baseado em cinquenta críticas para a versão de PlayStation 3 e 58 para a versão de Xbox 360. Ele é o sexto jogo mais bem avaliado da história do Metacritic. Os críticos elogiaram a fórmula de três protagonistas, as missões de assalto e apresentação, porém alguns discordaram sobre a qualidade da história e personagens. Keza MacDonald da IGN afirmou que Grand Theft Auto V era "um dos melhores jogos eletrônicos já feitos", enquanto a revista Play o considerou um "definidor de geração" e "excepcional". A Edge escreveu que ele era uma "realização incrível" em narrativa e projeto de mundo aberto, com Tom Hoggins do The Daily Telegraph declarando que era um "feito colossal de engenharia técnica".
Jeff Bakalar da CNET achou que o título encorajou os jogadores a engajarem-se com os três protagonistas. A Edge achou que mudar de personagem era útil a fim de evitar longos períodos de viagem até os locais de início das missões. Matt Bertz da Game Informer sentiu que os jogadores eram mantidos "no meio da ação" durante tiroteios pela mecânica de troca de protagonistas. Tom Bramwell da Eurogamer escreveu que as trocas adicionavam um elemento aos combates já que personagens colocados em posições estratégicas causariam menos situações de "galeria de tiro" do que em jogos anteriores. MacDonald achou que esse elemento dava mais escolhas aos jogadores em sua abordagem e diminuía a previsibilidade das missões.
Jeff Gerstmann da Giant Bomb considerou as missões de assalto uma divergência bem-vinda da típica estrutura de missões da série. Bramwell as comparou com grandes sequências de ação do cinema e Carolyn Petit da GameSpot citou o filme Heat como uma influência estilística em seu projeto. Xav de Matos da Joystiq achou que abordagens metódicas e criatividade eram encorajadas. Chris Plante da Polygon comparou as rápidas mudanças de personagem durante as missões de assalto com "edição de cinema, com o jogador servindo de editor, trocando rapidamente para a perspectiva mais interessante em qualquer momento". Andy Kelly da Computer and Video Games achou que o projeto geral das missões era muito mais diverso que seus predecessores e gostou da ausência das missões de escolta sempre presentes em títulos anteriores.
A Edge elogiou a fidelidade gráfica do jogo e a falta de telas de carregamento. A Play falou bem da distância de renderização, efeitos climáticos e sistema de iluminação. Bramwell considerou que a iluminação era o maior avanço técnico do jogo. Mikel Reparaz da Official Xbox Magazine achou que o título era "provavelmente a maior realização técnica do Xbox 360", ficando surpreso que seu mundo aberto conseguiu ser renderizado no console. Os críticos elogiaram o projeto de mundo aberto, alguns inclusive falando sobre como Grand Theft Auto V simplificou a geografia de Los Angeles em um espaço urbano bem desenhado. Brandon Jones da GameTrailers considerou como autêntica a emulação de Los Angeles e que o mundo aberto era "cheio de voz e personalidade". MacDonald e Joel Gregory da PlayStation Official Magazine - UK fizeram comparações positivas entre Los Santos e a Liberty City de Grand Theft Auto IV. Reparaz achou que Los Santos superou o "cinza arenoso" de Liberty City. Os críticos também elogiaram a sátira da cultura norte-americana contemporânea – Gregory opinou que "o comentário social mordaz está, é claro, presente e correto".
Jim Sterling da Destructoid disse que o desenho sonoro era "impecável" e elogiou as interpretações dos atores, a trilha sonora original e as músicas licenciadas. MacDonald e Gertsmann falaram bem da seleção musical e acharam que a trilha original aumentava a tensão dramática durante as missões. Petit escreveu que a trilha "dá um sabor mais cinematográfico às missões". A Edge afirmou que as músicas licenciadas aumentavam o "já incrível sentimento de espaço" da cidade e que a trilha original aprimorava a atmosfera da jogabilidade. A revista resumiu Grand Theft Auto V como "um compêndio de tudo que a Rockstar aprendeu na década passada sobre o poder da música nos jogos".
A história e os personagens – particularmente Trevor – polarizaram os críticos. Alguns acharam que a narrativa não era tão bem escrita como em jogos anteriores da Rockstar, por exemplo Grand Theft Auto IV e Red Dead Redemption. Outros sentiram que as personalidades contrastantes dos protagonistas davam um melhor ritmo para a história. A Edge comentou que a escolha de se ter vários protagonistas foi crucial, escrevendo "o que [à primeira vista] pareceu uma artimanha acabou provando-se ser um ponto fundamental para o jogo como um todo". Hollander Cooper da GamesRadar achou que o jogo evitou inconsistências presentes na história de títulos anteriores, cujos protagonistas tinham uma moralidade confusa. Petit escreveu que Trevor em particular era "um ser humano verdadeiramente horrível, apavorante e psicótico – e um personagem incrível". Bramwell achou que Trevor era "raso e não convincente", sentindo que suas excentricidades prejudicavam a narrativa e ofuscavam o desenvolvimento de Michael e Franklin. de Matos afirmou que os protagonistas não tinham amabilidade, escrevendo que a ambivalência entre Michael e Trevor era um dispositivo de enredo já muito usado e que o conflito dos dois transformou-se em um "ciclo aparentemente sem fim". Greg Tito do The Escapist teve dificuldades em se conectar com as emoções dos personagens já que eles agiam por ganância com nenhum senso de moralidade, assim dando poucos motivos para o jogador apoia-los.

### Relançamento
A versão remasterizada de Grand Theft Auto V também foi aclamada pela crítica. O Metacritic calculou uma nota média de 97/100 baseado em 66 resenhas para a versão de PlayStation 4 e 14 resenhas para a versão de Xbox One, enquanto a versão para Microsoft Windows ficou com uma nota de 96/100 baseada em 48 críticas.
Andrew Reiner da Game Informer considerou a adição do modo em primeira pessoa como "outro avanço significativo para a série" da mesma maneira que Grand Theft Auto III mudou para uma perspectiva em terceira pessoa depois da visão aérea de Grand Theft Auto e Grand Theft Auto 2. Mark Walton da GameSpot achou que jogar em primeira pessoa aumentava o impacto da violência do título, algo que lhe fez refletir sobre a moralidade e motivações dos personagens mais do que antes. A VideoGamer.com opinou que os jogadores sentiam-se habitantes do mundo em vez de uma "arma presa em uma câmera flutuante". Dan Stapleton da IGN achou que Grand Theft Auto V era mais imersivo em primeira pessoa, criando uma "experiência surpreendentemente diferente". A VideoGamer.com elogiou os "mínimos detalhes" das animações em primeira pessoa, como movimentos de câmera quando os jogadores dirigem motos ou os instrumentos da cabine de aviões. Os críticos também acharam que jogar em primeira pessoa era mais difícil, porém Reiner afirmou que preferia o desafio.
Walton comentou que os aprimoramentos gráficos deixaram o mundo aberto "ainda mais espetacular". Ele também achou que, por meio da visão em primeira pessoa, "tudo parece maior e mais imponente no nível do chão" por causa dos gráficos melhorados. Stapleton achou que os gráficos eram melhores no PlayStation 4 do que no Xbox One, porém afirmou que ambos os consoles renderizavam bem o jogo e mantinham contagens de quadros consistentes em sua maior parte. Ele também elogiou a contagem de quadros mais alta e maiores opções gráficas para a versão de Microsoft Windows. A VideoGamer.com escreveu que a contagem de quadros nas versões de console era tão consistente que era "difícil de acreditar", porém Walton citou a existência de quedas ocasionais. Peter Brown da GameSpot opinou que a versão de computadores permitia que os jogadores "testemunhassem a total extensão do trabalho da Rockstar", porém salientou que o jogo ainda assim "mantém evidências de suas raízes na última geração ... com geometrias simples". A VideoGamer.com elogiou a acessibilidade do editor de vídeos da Rockstar nos PCs, mas criticou suas limitações, como restrições dos ângulos de câmera. Stapleton gostou dos controles customizáveis para a versão de Microsoft Windows, enquanto Brown achou que a mudança constante entre mouse e teclado era necessária para "a melhor experiência". Chris Thursten da PC Gamer disse que o jogo era "o mais bonito, expansivo e generoso" de toda a série.

### Vendas
Grand Theft Auto V arrecadou mais de oitocentos milhões de dólares mundialmente em apenas 24 horas após seu lançamento, equivalendo a 11,21 milhões de cópias vendidas e quebrando o recorde anterior mantido por Call of Duty: Black Ops II. Os números quase dobraram as expectativas dos analistas para o título. O jogo já tinha ultrapassado mais de um milhão de vendas depois de três dias, tornando-se o produto de entretenimento mais rapidamente vendido na história. A Rockstar já tinha enviado mais de 29 milhões de unidades para revendedoras em seis semanas de lançamento, superando os números totais de Grand Theft Auto IV. O jogo tornou-se em 7 de outubro de 2013 o produto digital mais vendido da PlayStation Network, superando o recorde anterior estabelecido por The Last of Us, porém as vendas numéricas não foram reveladas. No dia seguinte ele quebrou sete Guinness World Records: jogo eletrônico mais vendido em 24 horas, jogo eletrônico de ação e aventura mais vendido em 24 horas, propriedade de entretenimento a arrecadar US$ 1 bilhão mais rápido, maior renda gerada por um produto de entretenimento em 24 horas e trailer mais assistido para um jogo eletrônico de ação e aventura. A versão digital para Xbox 360 lançada em 18 de outubro tornou-se o produto de maior arrecadação da Xbox Live em um dia e uma semana. O jogo já tinha vendido mais 45 milhões de cópias para revendedoras por volta de 31 de dezembro de 2014, incluindo dez milhões de unidades da versão remasterizada. O título vendeu mais de 215 milhões de cópias em todas as plataformas até por volta de março de 2025, tendo gerado aproximadamente mais de seis bilhões de dólares em renda até meados de 2018, tornando-se o produto de entretenimento mais lucrativo da história.
O jogo tornou-se o título mais rapidamente vendido no Reino Unido com mais de 2,25 milhões de cópias em cinco dias. Isto quebrou o recorde anterior de Call of Duty: Black Ops, que vendeu duas milhões de unidades. Ele também quebrou o recorde de dia de lançamento ao vender 1,57 milhões de cópias e arrecadar 65 milhões de libras. O jogo vendeu mais de 2,6 milhões de unidades em duas semanas e teve uma renda de noventa milhões de libras, representando 52% dos jogos vendidos em território britânico no mês de setembro de 2013. Ele superou as vendas totais de Grand Theft Auto IV no Reino Unido após três semanas. Ele tornou-se em sua quarta semana o título a mais rapidamente ultrapassar a marca de três milhões de vendas no Reino Unido, superando as vendas totais de Black Ops II. Grand Theft Auto V tornou-se o jogo mais vendido da história em território britânico em novembro de 2014, superando Black Ops. O título foi similarmente bem sucedido na América do Norte: ele foi o jogo mais vendido de setembro de 2013, representando cinquenta por cento das vendas e aumentando as vendas de softwares em 52% sobre o mesmo período no ano anterior.

### Prêmios
Grand Theft Auto V venceu vários prêmios e recebeu muitas indicações vindas de diversas publicações relacionadas com jogos eletrônicos. Ele foi o jogo mais bem avaliado de 2013 nos agregadores Metacritic e GameRankings. Ele apareceu em várias listas de melhores do ano, vencendo os prêmios de Jogo do Ano da Quarter to Three, CNET, Edge, Golden Joystick Awards, Inside Gaming Awards, Spike VGX, Slant Magazine e Time. Ele foi nomeado o Melhor Jogo de Xbox 360 pela Canada.com, GameSpot e IGN, além de Melhor Jogo Multiplataforma pela Destructoid. A Rockstar Games e a Rockstar North venceram os prêmios de Melhor Estúdio e Melhor Desenvolvedora da Edge e o Prêmio de Irmandade da British Academy Games Awards.
Vários elementos foram reconhecidos. Os personagens de Trevor e Lamar foram indicados e diversos prêmios de Melhor Personagem, com Lamar vencendo o da Giant Bomb. Sua música foi premiada pela Spike VGX, Hardcore Gamer e The Daily Telegraph. Grand Theft Auto Online venceu os prêmios de Melhor Multijogador da GameTrailers e BAFTA, além de Melhor Multijogador do Xbox 360 da IGN. Online também foi indicado como Maior Decepção pela Game Revolution e Hardcore Gamer. Grand Theft Auto V venceu em Melhor Realização Técnica pelo The Daily Telegraph e Melhor Tecnologia no Game Developers Choice Awards. O projeto artístico e gráfico recebeu prêmios da IGN, The Daily Telegraph e BAFTA, conseguindo também uma indicação ao Game Developers Choice Awards.
O jogo recebeu outros prêmios. Ele venceu como Jogo Mais Imersivo na Inside Gaming Awards. Ele venceu o Prêmio de Platina e foi votado pelo público como Escolha do Usuário no PlayStation Awards 2013, também vencendo o BAFTA de Melhor Jogo Britânico. Grand Theft Auto V venceu várias categorias nas premiações de fim de ano da IGN, incluindo Melhores Gráficos do Xbox 360, Melhor Som do Xbox 360, Melhor Jogo de Ação tanto do Xbox 360 quanto do PlayStation 3 e geral.

## Grand Theft Auto Online
O modo multijogador online Grand Theft Auto Online foi desenvolvido paralelamente ao modo um jogador com o objetivo de ser uma experiência separada a ser jogada em um mundo em constante evolução. Os jogadores podem andar livremente pelo mapa e participarem de missões (modos competitivos ou cooperativos de história). As ferramentas do Criador de Conteúdo permitem que os jogadores criem seus próprios parâmetros para missões customizadas. Jogadores podem se unir em equipes organizadas de até cinco pessoas para completarem missões juntos. Vitórias em equipe rendem pontos de experiência.
Online foi lançado em 1 de outubro de 2013, duas semanas após Grand Theft Auto V. Muitos jogadores relataram problemas de conexão e travamentos. A Rockstar lançou uma atualização técnica em 5 de outubro em uma tentativa de combater as questões, porém problemas continuaram na segunda semana com alguns jogadores relatando que seu progresso havia desaparecido. Mais uma atualização técnica foi lançada em 10 de outubro e a Rockstar ofereceu quinhentos dólares em dinheiro dentro do jogo para todas as contas como recompensa aos jogadores conectados. Muitos críticos lamentaram a experiência de Online por causa dos grandes problemas presentes em seu lançamento, mas de forma geral reconheceram que a exploração de mundo aberto e os conteúdos dinâmicos eram pontos positivos.
Conteúdos pós-lançamento são adicionados continuamente a Online por meio de atualizações gratuitas. Algumas destas acrescentam novos modos e elementos, enquanto outras colocam conteúdos de jogabilidade temáticos dependendo da época do ano. A atualização de assaltos online foi disponibilizada em 10 de março de 2015 e sofreu de dificuldades de conexão devido ao aumento do número de usuários, algo que foi resolvido com outra atualização técnica.

## Controvérsias

### Tortura

A missão "Ao Pé da Letra" envolve uma sequência em que o jogador utiliza técnicas de tortura para interrogar um homem

A missão "Ao Pé da Letra" gerou controvérsias por parte de alguns críticos e comentaristas devido sua representação de tortura. Na missão, Trevor interroga um homem chamado de Sr. K. com o objetivo de extrair informações sobre um fugitivo azerbaijano que supostamente é uma ameaça para o FIB. Trevor utiliza diversos equipamentos de tortura que os jogadores escolhem de uma mesa e os usam no homem imobilizado. Trevor é encarregado de matar o Sr. K. assim que este passa a informação necessária para o FIB, porém o protagonista o leva para o aeroporto, dando-lhe a oportunidade de escapar. Trevor fala durante a viagem sobre a inefetividade da tortura, salientando a prontidão do Sr. K. em dar a informação ao FIB sem a necessidade de ser torturado, expressando que tortura é usada para estabelecer poder e "para nos impor".
Críticos escreveram que apesar da missão servir de comentário político sobre o uso de tortura pelo governo dos Estados Unidos, sua representação da tortura foi de mau gosto. Keza MacDonald da IGN achou que a sequência "extrapolou os limites do bom gosto", enquanto Chris Plante da Polygon comentou que "O roteiro faz pelas risadas. Eu me senti enjoado". Carolyn Petit da GameSpot sentiu que a colocação da cena de tortura em contexto com o posterior monólogo de Trevor criava uma hipocrisia na função da missão como meio de fazer um comentário do mundo real. Tom Bramwell da Eurogamer fez um editorial discutindo se o comentário político foi ofuscado pelo conteúdo violento; ele afirmou que a câmera e a jogabilidade acentuaram o impacto da sequência para além da violência representada em jogos Grand Theft Auto anteriores. Ele resumiu a função da missão como "falha", considerando que a sequência não tinha contexto suficiente para justificar sua violência.
Keith Best da organização de caridade Freedom from Torture afirmou que a Rockstar "cruzou a linha" ao forçar os jogadores a assumirem a função de torturador. O parlamentar britânico Keith Vaz disse ter ficado "atônito" pela violência da missão, enquanto Alison Sherratt da Association of Teachers and Lecturers falou que pais deveriam ficar cientes de seus filhos ficarem expostos ao jogo por causa da violência e gráficos realistas. O jornalista Tom Chick defendeu a sequência de tortura, escrevendo que o comentário político subjacente de "Ao Pé da Letra" necessitava do conteúdo violento. O ator Steven Ogg comentou sobre interpretar a cena, dizendo que foi "apenas outro dia no escritório" e que estava mais preocupado em não cometer erros nas filmagens do que na ética da sequência. A missão foi censurada nas versões japonesas do jogo.

### Misoginia
"Mas é o argumento [dos críticos] que há prostitutas e strippers em um jogo sobre criminosos, capangas e vida nas ruas – que isso é inapropriado? Eu não acho que nos divertimos nos maus tratos infligidos às mulheres de forma alguma. Só acho que no mundo em que estamos representando, em Grand Theft Auto, é apropriado."

— Dan Houser
Alguns críticos afirmaram que a representação das mulheres era misógina. Plante sentiu que as personagens femininas coadjuvantes foram construídas a partir de estereótipos, escrevendo que o "tratamento das mulheres é uma relíquia da atual geração". Todd Martens do Los Angeles Times considerou como sem criatividade as representações satíricas das mulheres, comentando que temas violentos e sexistas prejudicavam a experiência do jogo. A Edge salientou que apesar de "toda mulher no jogo existir unicamente para ser zombada, encarada ou gozada", elas tratavam os protagonistas masculinos de maneira similar através de suas tendências estereotipadas com a violência. Dave Cook da VG24/7 reforçou o sentimento que as personagens femininas eram construídas como estereótipos: "Ou elas estão lá para serem resgatadas, gritadas, comidas, serem vistas fodendo, toleradas, ouvidas tagarelando como se estivessem aborrecidas em seus celulares ou comprando". Sam Houser, co-fundador da Rockstar Games e produtor executivo de Grand Theft Auto V, achou que a equipe de desenvolvimento às vezes se descuidava sobre a representação de mulheres em jogos Grand Theft Auto, porém comentou que o peso dos personagens masculinos "encaixava-se na história que queríamos contar".
Petit observou conotações misóginas no tratamento das mulheres como "strippers, prostitutas, esposas há muito sofredoras, namoradas sem graça e feministas patetas e new-age", achando que a representação satírica da misoginia a legitimava. Sua resenha teve uma forte reação adversa de usuários que responderam com vinte mil comentários em sua maioria negativos, além de petições exigindo sua imediata demissão. Os comentários de Petit e a reação negativa se se seguiu levaram a uma discussão mais ampla sobre o papel das mulheres em Grand Theft Auto V e a defensividade da comunidade dos jogos eletrônicos contra críticas. Helen Lewis do The Guardian achou que os comentários de Petit eram válidos, porém foram estigmatizados por jogadores que tornaram-se "hiper sensíveis a críticas". Tom Hoggins do The Daily Telegraph achou que a resposta negativa contra a jornalista da GameSpot foi baseada em um público que tornou-se acostumado com mulheres "rasas e marginalizadas" nos jogos. Rob Fahey da GamesIndustry.biz sentiu que o debate sobre as preocupações temáticas dos jogos poderia ficar estigmatizado se os jogadores se opuserem às críticas, escrevendo que "Isto não é apenas sobre mulheres – está roubando de cada um de nós a oportunidade de termos discussões inteligentes e interessantes sobre como nosso meio lida com ... tópicos complexos. ... É frustrante, é estúpido e é francamente chato – e arrisca deixar nossos jogos estúpidos e chatos também". Tom Bissel concordou com a "posição defensável" de Petit, afirmando que os jogadores respondiam à críticas mais agressivamente do que fãs de outros meios de entretenimento. Petit escreveu em seu blog pessoal mais de um ano depois da publicação de sua resenha que o "jogador homem hétero médio" se opõe a críticas sociopolíticas dos jogos eletrônicos porque a sátira de Grand Theft Auto V reforça suas próprias visões de mundo e "opiniões políticas". Ela afirmou que a proeminência de "homens brancos héteros" em forums online marginalizava as mulheres, diferentes grupos étnicos e a comunidade LGBT, além de que aqueles que atacam críticas contra jogos deveriam "colocar-se no lugar de pessoas diferentes de si mesmas".
A loja de departamentos australiana Target removeu o jogo das prateleiras de trezentas lojas em dezembro de 2014 depois de clientes terem reclamado sobre "representações de violência contra mulheres" e uma petição no Change.org ter alcançado mais de quarenta mil assinaturas. Jim Cooper, gerente de assuntos corporativos da Target, afirmou em um comunicado de imprensa que a decisão foi tomada após "grandes preocupações da comunidade e clientes sobre o jogo". A Kmart Australia, outra divisão da Westfarmers assim como a Target, retirou o jogo de venda na mesma semana. Strauss Zelnick da Take-Two expressou publicamente a decepção de sua empresa que o jogo havia sido removido das prateleiras, afirmando que "eu apoio nossos produtos, as pessoas que os criam e os clientes que os jogam". Luke Reilly da IGN achou que a petição na Change.org era "mal informada", dizendo que as reclamações sobre os incentivos para cometer violências sexuais eram incorretas. Um grande ponto da petição afirmava que os jogadores podiam ganhar saúde e dinheiro ao fazerem sexo com uma stripper e depois matá-la. Apesar de isso ser possível, Reilly escreveu que não era algo exclusivo para mulheres, já que os efeitos eram os mesmos por matar uma prostituta ou qualquer outra pessoa comum. A petição foi alvo de muitas críticas e zombamento na internet. Mark Serrels do Kotaku comentou que a representação de mulheres era inerentemente "problemática", que a Target estava em seu direito de recusar-se a vender o jogo e que estavam obrigados a responder ao amplo apoio da petição. Brendan Keogh da ABC News afirmou que a Rockstar depende da controvérsia e foi "queimada pelo fogo que eles voluntariamente decidiram brincar" já que a indústria dos jogos eletrônicos não está mais à margem da cultura popular.

### Ações judiciais
O cantor Daz Dillinger enviou em outubro de 2013 uma carta de cease and desist para a Rockstar e Take-Two por estas supostamente terem usado sem autorização duas de suas canções. A personalidade televisiva norte-americana Karen Gravano, filha do mafioso Salvatore Gravano, processou a Rockstar em fevereiro de 2014 alegando que uma personagem do jogo era baseada em sua aparência e história de vida e foi representada sem seu consentimento. A Rockstar entrou em abril com uma ação para dispensar o processo de Gavano, afirmando que as alegações eram barradas pela Primeira Emenda à Constituição. A atriz Lindsay Lohan também entrou com um processo similar em julho, afirmando que elementos do jogo foram influenciados por sua imagem, voz e linha de roupas sem permissão. A Rockstar respondeu em documentos judiciais para encerrar o caso, dizendo que o processo era frívolo e iniciado por motivos publicitários. Ambos os processos foram fechados em 2016.

## Legado
Grand Theft Auto V foi considerado pelos críticos como um dos melhores jogos da sétima geração e um grande título de encerramento antes do surgimento da oitava. Chris Plante da Polygon comentou que ele seria "uma ponte entre o presente e o futuro dos jogos", declarando-o como "o encerramento desta geração e a referência para a próxima". Simon Miller da VideoGamer.com considerou Grand Theft Auto V "a derradeira canção do cisne para este ciclo de consoles" que iria "lançar uma grande sombra sobre o próximo". O título foi escolhido como o segundo na lista da IGN dos 25 Maiores Jogos de Xbox 360 três dias após seu lançamento. Ryan McCaffrey considerou que sua escala e detalhes do mundo aberto excediam a grande maioria dos outros jogos do console, escrevendo que era "um triunfo tanto para jogadores quanto para o próprio meio, merecendo seu sucesso". A Harcore Gamer o elegeu como número três em sua lista dos 100 Maiores Jogos da Geração, citando o aprimoramento de suas mecânicas de tiro e direção sobre seus predecessores. Eles também consideraram que o projeto de vários protagonistas "foi uma mudança de ritmo bem-vinda" e poderia tornar-se uma referência. O The Daily Telegraph o listou entre os 50 Melhores Jogos desta Geração de Consoles, chamando-o de um "gigante cultural" que "será o duradouro legado da Rockstar".
A Computer and Video Games colocou o título como quarto em sua lista de Jogos da Geração em janeiro de 2014, com Rob Crossley afirmando que a Rockstar pela primeira vez criou um mundo aberto "completamente lindo". Ele também comentou que o jogo se afastou do projeto repetitivo de missões de Grand Theft Auto IV e focou-se mais em uma jogabilidade divertida. Grand Theft Auto V foi listado em maio na oitava posição dos 100 Maiores Jogos da Geração pela IGN, que o chamou de "uma ponte enorme, estridente e selvagemente ambiciosa em direção da [oitava] geração de consoles". Os leitores da IGN o escolheram no mês seguinte como o número três de sua própria lista. A Game Informer o colocou em terceiro dos 10 Maiores Jogos de Ação da Geração, comparando sua qualidade com seu predecessor, porém afirmando que seu elenco, missões variadas e multijogador superavam Grand Theft Auto IV. A revista também comentou sobre o drama absurdo da história e a vastidão do mundo, escrevendo que não se "arrepende de um único segundo" gasto no jogo. A Edge o elegeu em novembro como o quinto melhor jogo da geração e afirmou que "nenhum outro estúdio de jogos até mesmo ousa tentar um jogo de mundo aberto em sua tradição porque simplesmente não existe possibilidade de medi-lo por seus padrões". A publicação avaliou o jogo como o segundo melhor da história em 2015. O título também apareceu em várias listas determinadas pelo público, ficando em oitavo na lista da Empire e em quinto na da Good Game.
O desenvolvimento de seu sucessor, Grand Theft Auto VI, foi confirmado pela Rockstar em fevereiro de 2022, e o jogo foi formalmente revelado em dezembro de 2023, com seu lançamento previsto para 2026.